# Élections législatives de 2022 dans les Hauts-de-Seine
Les élections législatives françaises de 2022 dans les Hauts-de-Seine se déroulent les 12 et 19 juin 2022. Dans le département, treize députés sont à élire dans le cadre de treize circonscriptions.

## Contexte

### Résultats de l'élection présidentielle de 2022 par circonscription
| Circonscription | 1er tour | 1er tour | 1er tour  |         | 2d tour | 2d tour |
| Circonscription | Macron   | Le Pen   | Mélenchon | Macron  | Le Pen  |         |
| --------------- | -------- | -------- | --------- | ------- | ------- | ------- |
| Circonscription |          |          |           |         |         |         |
| 1re             | 20,49 %  | 9,81 %   | 53,45 %   | 77,68 % | 22,32 % |         |
| 2e              | 37,18 %  | 6,86 %   | 28,19 %   | 82,65 % | 17,35 % |         |
| 3e              | 40,59 %  | 8,41 %   | 20,69 %   | 80,55 % | 19,45 % |         |
| 4e              | 30,54 %  | 9,31 %   | 37,36 %   | 79,04 % | 20,96 % |         |
| 5e              | 36,58 %  | 7,65 %   | 26,87 %   | 81,44 % | 18,56 % |         |
| 6e              | 43,14 %  | 8,06 %   | 14,71 %   | 79,94 % | 20,06 % |         |
| 7e              | 42,87 %  | 8,56 %   | 16,89 %   | 79,87 % | 20,13 % |         |
| 8e              | 40,90 %  | 7,73 %   | 20,11 %   | 80,94 % | 19,06 % |         |
| 9e              | 46,60 %  | 6,40 %   | 13,83 %   | 83,28 % | 16,72 % |         |
| 10e             | 38,75 %  | 7,69 %   | 24,12 %   | 81,83 % | 18,17 % |         |
| 11e             | 28,90 %  | 8,61 %   | 36,49 %   | 80,36 % | 19,64 % |         |
| 12e             | 34,89 %  | 10,70 %  | 25,20 %   | 77,05 % | 22,95 % |         |
| 13e             | 37,16 %  | 8,33 %   | 24,88 %   | 80,82 % | 19,18 % |         |

## Système électoral
Les élections législatives ont lieu au scrutin uninominal majoritaire à deux tours dans des circonscriptions uninominales.
Est élu au premier tour le candidat qui réunit la majorité absolue des suffrages exprimés et un nombre de voix au moins égal au quart (25 %) des électeurs inscrits dans la circonscription. Si aucun des candidats ne satisfait ces conditions, un second tour est organisé entre les candidats ayant réuni un nombre de voix au moins égal à un huitième des inscrits (12,5 %) ; les deux candidats arrivés en tête du premier tour se maintiennent néanmoins par défaut si un seul ou aucun d'entre eux n'a atteint ce seuil. Au second tour, le candidat arrivé en tête est déclaré élu.
Le seuil de qualification basé sur un pourcentage du total des inscrits et non des suffrages exprimés rend plus difficile l'accès au second tour lorsque l'abstention est élevée. Le système permet en revanche l'accès au second tour de plus de deux candidats si plusieurs d'entre eux franchissent le seuil de 12,5 % des inscrits. Les candidats en lice au second tour peuvent ainsi être trois, un cas de figure appelé « triangulaire ». Les second tours où s'affrontent quatre candidats, appelés « quadrangulaire » sont également possibles, mais beaucoup plus rares.

### Partis et nuances
Les résultats des élections sont publiées en France par le ministère de l'Intérieur, qui classe les partis en leur attribuant des nuances politiques. Ces dernières sont décidées par les préfets, qui les attribuent indifféremment de l'étiquette politique déclarée par les candidats, qui peut être celle d'un parti ou une candidature sans étiquette.
En 2022, seuls les coalitions Ensemble (ENS) et Nouvelle Union populaire écologique et sociale (NUP), ainsi que le Parti radical de gauche (RDG), l'Union des démocrates et indépendants (UDI), Les Républicains (LR), le Rassemblement national (RN) et Reconquête (REC) se voient attribuer des nuances propres,,.
Tous les autres partis se voient attribuer l'une ou l'autre des nuances suivantes : DXG (divers extrême gauche), DVG (divers gauche), ECO (écologiste), REG (régionaliste), DVC (divers centre), DVD (divers droite), DSV (droite souverainiste) et DXD (divers extrême droite). Des partis comme Debout la France ou Lutte ouvrière ne disposent ainsi pas de nuances propres, et leurs résultats nationaux ne sont pas publiés séparément par le ministère, car mélangés avec d'autres partis (respectivement dans les nuances DSV et DXG),.

## Résultats

### Élus
| Circonscription                                 | Député sortant                                   | Parti ou nuance | Parti ou nuance | Groupe | Député élu ou réélu   | Parti ou nuance | Parti ou nuance | Groupe |
| ----------------------------------------------- | ------------------------------------------------ | --------------- | --------------- | ------ | --------------------- | --------------- | --------------- | ------ |
| 1re                                             | Elsa Faucillon                                   |                 | PCF             | GDR    | Elsa Faucillon        |                 | PCF             | GDR    |
| 2e                                              | Bénédicte Pételle*                               |                 | LREM            | LREM   | Francesca Pasquini    |                 | EÉLV            | ÉCO    |
| 3e                                              | Christine Hennion*                               |                 | LREM            | LREM   | Philippe Juvin        |                 | LR              | LR     |
| 4e                                              | Isabelle Florennes                               |                 | MoDem           | MoDem  | Sabrina Sebaihi       |                 | EÉLV            | ÉCO    |
| 5e                                              | Céline Calvez                                    |                 | LREM            | LREM   | Céline Calvez         |                 | LREM            | RE     |
| 6e                                              | Constance Le Grip                                |                 | LR              | LR     | Constance Le Grip     |                 | LREM            | RE     |
| 7e                                              | Jacques Marilossian*                             |                 | LREM            | LREM   | Pierre Cazeneuve      |                 | LREM            | RE     |
| 8e                                              | Jacques Maire*                                   |                 | LREM            | LREM   | Prisca Thevenot       |                 | LREM            | RE     |
| 9e                                              | Thierry Solère*                                  |                 | LREM            | LREM   | Emmanuel Pellerin     |                 | LREM            | RE     |
| 10e                                             | Florence Provendier* suppléante de Gabriel Attal |                 | LREM            | LREM   | Gabriel Attal         |                 | LREM            | RE     |
| 11e                                             | Laurianne Rossi                                  |                 | LREM - TdP      | LREM   | Aurélien Saintoul     |                 | LFI             | LFI    |
| 12e                                             | Jean-Louis Bourlanges                            |                 | MoDem           | MoDem  | Jean-Louis Bourlanges |                 | MoDem           | DEM    |
| 13e                                             | Frédérique Dumas*                                |                 | DVD             | LT     | Maud Bregeon          |                 | LREM            | RE     |
| * député sortant ne se représentant pas en 2022 |                                                  |                 |                 |        |                       |                 |                 |        |

### Taux de participation
| Taux de participation | 1er tour | 1er tour | 1er tour   | 2d tour | 2d tour | 2d tour    | Différence entre les deux tours |
| Taux de participation | En 2017  | En 2022  | Différence | En 2017 | En 2022 | Différence | Différence entre les deux tours |
| --------------------- | -------- | -------- | ---------- | ------- | ------- | ---------- | ------------------------------- |
| À midi                | 16,37 %  | 16,64 %  | 0,27       | 13,31 % | 12 %    | 1,31       | 4,64                            |
| À 17 heures           | 39,02 %  | 37,08 %  | 1,94       | 29,90 % | 36,55 % | 6,65       | 0,53                            |
| Final                 | 54,41 %  | 53,29 %  | 1,12       | 46,52 % | 52,09 % | 5,57       | 1,2                             |

### À l'échelle du département

#### Résultats par coalition
| Parti ou coalition                                           | Parti ou coalition                                           | Parti ou coalition                                           | Premier tour | Premier tour | Premier tour | Second tour   | Second tour   | Second tour | Total Sièges  | +/-           |  |
| Parti ou coalition                                           | Parti ou coalition                                           | Parti ou coalition                                           | Voix         | %            | Sièges       | Voix          | %             | Sièges      | Total Sièges  | +/-           |  |
| ------------------------------------------------------------ | ------------------------------------------------------------ | ------------------------------------------------------------ | ------------ | ------------ | ------------ | ------------- | ------------- | ----------- | ------------- | ------------- |  |
|                                                              |                                                              | La République en marche (LREM)                               | 148 788      | 28,39        | 0            | 217 564       | 43,82         | 7           | 7             | 2             |  |
|                                                              | Mouvement démocrate (MoDem)                                  | 28 895                                                       | 5,51         | 0            | 45 181       | 9,10          | 1             | 1           | en stagnation |               |  |
|                                                              | Agir                                                         | 4 913                                                        | 0,94         | 0            | 7 200        | 1,45          | 0             | 0           | Nv            |               |  |
| Total Ensemble (ENS)                                         | Total Ensemble (ENS)                                         | 182 596                                                      | 34,84        | 0            | 269 945      | 54,37         | 8             | 8           | 2             |               |  |
|                                                              |                                                              | La France insoumise (LFI)                                    | 53 257       | 10,16        | 0            | 67 090        | 13,51         | 1           | 1             | 1             |  |
|                                                              | Europe Écologie Les Verts (EÉLV)                             | 29 787                                                       | 5,68         | 0            | 32 515       | 6,55          | 2             | 2           | 2             |               |  |
|                                                              | Parti socialiste (PS)                                        | 27 209                                                       | 5,19         | 0            | 35 402       | 7,13          | 0             | 0           | en stagnation |               |  |
|                                                              | Révolution écologique pour le vivant (REV)                   | 23 725                                                       | 4,53         | 0            | 32 127       | 6,47          | 0             | 0           | Nv            |               |  |
|                                                              | Parti communiste français (PCF)                              | 13 218                                                       | 2,52         | 0            | 16 934       | 3,41          | 1             | 1           | en stagnation |               |  |
| Total Nouvelle Union populaire écologique et sociale (NUPES) | Total Nouvelle Union populaire écologique et sociale (NUPES) | 147 196                                                      | 28,09        | 0            | 184 068      | 37,07         | 4             | 4           | 3             |               |  |
|                                                              |                                                              | Les Républicains (LR)                                        | 65 832       | 12,56        | 0            | 42 528        | 8,56          | 1           | 1             | 1             |  |
| Total Union de la droite et du centre (UDC)                  | Total Union de la droite et du centre (UDC)                  | 65 832                                                       | 12,56        | 0            | 42 528       | 8,56          | 1             | 1           | 1             |               |  |
|                                                              | Rassemblement national (RN)                                  | Rassemblement national (RN)                                  | 33 866       | 6,46         | 0            |               |               |             | 0             | en stagnation |  |
|                                                              |                                                              | Reconquête (REC)                                             | 22 514       | 4,30         | 0            | 0             | Nv            |             |               |               |  |
|                                                              | Via, la voie du peuple (VIA)                                 | 5 771                                                        | 1,10         | 0            | 0            | en stagnation |               |             |               |               |  |
|                                                              | Centre national des indépendants et paysans (CNIP)           | 1 639                                                        | 0,31         | 0            | 0            | Nv            |               |             |               |               |  |
| Total Reconquête et alliés (REC)                             | Total Reconquête et alliés (REC)                             | 29 924                                                       | 5,71         | 0            | 0            | en stagnation |               |             |               |               |  |
|                                                              | Union des démocrates et indépendants (UDI) - hors accord UDC | Union des démocrates et indépendants (UDI) - hors accord UDC | 11 228       | 2,14         | 0            | 0             | en stagnation |             |               |               |  |
|                                                              | Parti animaliste (PA)                                        | Parti animaliste (PA)                                        | 9 162        | 1,75         | 0            | 0             | en stagnation |             |               |               |  |
|                                                              | Écologie au centre (EAC)                                     | Écologie au centre (EAC)                                     | 4 999        | 0,95         | 0            | 0             | en stagnation |             |               |               |  |
|                                                              | Lutte ouvrière (LO)                                          | Lutte ouvrière (LO)                                          | 3 463        | 0,66         | 0            | 0             | en stagnation |             |               |               |  |
|                                                              | Parti radical de gauche (PRG)                                | Parti radical de gauche (PRG)                                | 2 987        | 0,57         | 0            | 0             | en stagnation |             |               |               |  |
|                                                              | Dissidents Ensemble                                          | Dissidents Ensemble                                          | 2 981        | 0,57         | 0            | 0             | Nv            |             |               |               |  |
|                                                              | Dissidents Les Républicains                                  | Dissidents Les Républicains                                  | 2 947        | 0,56         | 0            | 0             | en stagnation |             |               |               |  |
|                                                              | Union des démocrates musulmans français (UDMF)               | Union des démocrates musulmans français (UDMF)               | 2 877        | 0,55         | 0            | 0             | en stagnation |             |               |               |  |
|                                                              |                                                              | Mouvement hommes animaux nature (MHAN)                       | 2 779        | 0,53         | 0            | 0             | en stagnation |             |               |               |  |
| Total Tous unis pour le vivant (TUPV)                        | Total Tous unis pour le vivant (TUPV)                        | 2 779                                                        | 0,53         | 0            | 0            | en stagnation |               |             |               |               |  |
|                                                              |                                                              | L'Engagement (ENG)                                           | 2 767        | 0,53         | 0            | 0             | Nv            |             |               |               |  |
| Total Fédération de la gauche républicaine (FGR)             | Total Fédération de la gauche républicaine (FGR)             | 2 767                                                        | 0,53         | 0            | 0            | Nv            |               |             |               |               |  |
|                                                              |                                                              | Les Patriotes (LP)                                           | 1 711        | 0,33         | 0            | 0             | Nv            |             |               |               |  |
|                                                              | Debout la France (DLF)                                       | 293                                                          | 0,06         | 0            | 0            | en stagnation |               |             |               |               |  |
| Total Union pour la France (UPF)                             | Total Union pour la France (UPF)                             | 2 004                                                        | 0,38         | 0            | 0            | en stagnation |               |             |               |               |  |
|                                                              |                                                              | Union des centristes et des écologistes (UCE)                | 1 717        | 0,33         | 0            | 0             | en stagnation |             |               |               |  |
| Total Les écologistes avec la majorité présidentielle (ÉMP)  | Total Les écologistes avec la majorité présidentielle (ÉMP)  | 1 717                                                        | 0,33         | 0            | 0            | en stagnation |               |             |               |               |  |
|                                                              | Le Mouvement de la ruralité (LMR)                            | Le Mouvement de la ruralité (LMR)                            | 1 014        | 0,19         | 0            | 0             | Nv            |             |               |               |  |
|                                                              | Dissidents Union des démocrates et indépendants              | Dissidents Union des démocrates et indépendants              | 996          | 0,19         | 0            | 0             | Nv            |             |               |               |  |
|                                                              | Parti ouvrier indépendant démocratique (POID)                | Parti ouvrier indépendant démocratique (POID)                | 739          | 0,14         | 0            | 0             | en stagnation |             |               |               |  |
|                                                              | Parti pirate (PP)                                            | Parti pirate (PP)                                            | 678          | 0,13         | 0            | 0             | en stagnation |             |               |               |  |
|                                                              | Dissidents Nouveau Parti anticapitaliste                     | Dissidents Nouveau Parti anticapitaliste                     | 618          | 0,12         | 0            | 0             | Nv            |             |               |               |  |
|                                                              | Nouveau Parti anticapitaliste (NPA)                          | Nouveau Parti anticapitaliste (NPA)                          | 552          | 0,11         | 0            | 0             | en stagnation |             |               |               |  |
|                                                              |                                                              | Decidemos (DEC)                                              | 386          | 0,07         | 0            | 0             | Nv            |             |               |               |  |
|                                                              | Sans étiquette                                               | 182                                                          | 0,03         | 0            | 0            | Nv            |               |             |               |               |  |
| Total Convergence RIC (CRIC)                                 | Total Convergence RIC (CRIC)                                 | 568                                                          | 0,11         | 0            | 0            | Nv            |               |             |               |               |  |
|                                                              | Autres partis                                                | Autres partis                                                | 1 279        | 0,24         | 0            | 0             | en stagnation |             |               |               |  |
|                                                              | Sans étiquette (SE)                                          | Sans étiquette (SE)                                          | 8 273        | 1,58         | 0            | 0             | en stagnation |             |               |               |  |
|                                                              |                                                              |                                                              |              |              |              |               |               |             |               |               |  |
| Suffrages exprimés                                           | Suffrages exprimés                                           | Suffrages exprimés                                           | 524 042      | 97,92        |              | 496 541       | 94,90         |             |               |               |  |
| Votes blancs                                                 | Votes blancs                                                 | Votes blancs                                                 | 9 441        | 1,76         | 22 297       | 4,26          |               |             |               |               |  |
| Votes nuls                                                   | Votes nuls                                                   | Votes nuls                                                   | 1 681        | 0,31         | 4 362        | 0,83          |               |             |               |               |  |
| Total                                                        | Total                                                        | Total                                                        | 535 164      | 100          | 0            | 523 200       | 100           | 13          | 13            | en stagnation |  |
| Abstentions                                                  | Abstentions                                                  | Abstentions                                                  | 468 995      | 46,71        |              | 481 170       | 47,91         |             |               |               |  |
| Inscrits/Participation                                       | Inscrits/Participation                                       | Inscrits/Participation                                       | 1 004 159    | 53,29        | 1 004 370    | 52,09         |               |             |               |               |  |

#### Résultats par nuance
| Nuance                 | Nuance                                         | Nuance                 | Premier tour | Premier tour | Premier tour | Second tour | Second tour   | Second tour | Total Sièges | +/-           |  |
| Nuance                 | Nuance                                         | Nuance                 | Voix         | %            | Sièges       | Voix        | %             | Sièges      | Total Sièges | +/-           |  |
| ---------------------- | ---------------------------------------------- | ---------------------- | ------------ | ------------ | ------------ | ----------- | ------------- | ----------- | ------------ | ------------- |  |
|                        | Ensemble !                                     | ENS                    | 182 596      | 34,84        | 0            | 269 945     | 54,37         | 8           | 8            | 2             |  |
|                        | Nouvelle Union populaire écologique et sociale | NUP                    | 147 196      | 28,09        | 0            | 184 068     | 37,07         | 4           | 4            | 3             |  |
|                        | Les Républicains                               | LR                     | 65 832       | 12,56        | 0            | 42 528      | 8,56          | 1           | 1            | 1             |  |
|                        | Rassemblement national                         | RN                     | 33 866       | 6,46         | 0            |             |               |             | 0            | en stagnation |  |
|                        | Reconquête                                     | REC                    | 29 924       | 5,71         | 0            | 0           | Nv            |             |              |               |  |
|                        | Ecologistes                                    | ECO                    | 18 554       | 3,54         | 0            | 0           | en stagnation |             |              |               |  |
|                        | Union des démocrates et indépendants           | UDI                    | 11 228       | 2,14         | 0            | 0           | en stagnation |             |              |               |  |
|                        | Divers droite                                  | DVD                    | 10 306       | 1,97         | 0            | 0           | en stagnation |             |              |               |  |
|                        | Divers centre                                  | DVC                    | 6 032        | 1,15         | 0            | 0           | Nv            |             |              |               |  |
|                        | Divers extrême gauche                          | DXG                    | 5 372        | 1,03         | 0            | 0           | en stagnation |             |              |               |  |
|                        | Divers                                         | DIV                    | 5 224        | 1,00         | 0            | 0           | en stagnation |             |              |               |  |
|                        | Parti radical de gauche                        | RDG                    | 2 987        | 0,57         | 0            | 0           | en stagnation |             |              |               |  |
|                        | Divers gauche                                  | DVG                    | 2 783        | 0,53         | 0            | 0           | en stagnation |             |              |               |  |
|                        | Droite souverainiste                           | DSV                    | 2 004        | 0,38         | 0            | 0           | en stagnation |             |              |               |  |
|                        | Régionalistes                                  | REG                    | 138          | 0,03         | 0            | 0           | Nv            |             |              |               |  |
|                        |                                                |                        |              |              |              |             |               |             |              |               |  |
| Suffrages exprimés     | Suffrages exprimés                             | Suffrages exprimés     | 524 042      | 97,92        |              | 496 541     | 94,90         |             |              |               |  |
| Votes blancs           | Votes blancs                                   | Votes blancs           | 9 441        | 1,76         | 22 297       | 4,26        |               |             |              |               |  |
| Votes nuls             | Votes nuls                                     | Votes nuls             | 1 681        | 0,31         | 4 362        | 0,83        |               |             |              |               |  |
| Total                  | Total                                          | Total                  | 535 164      | 100          | 0            | 523 200     | 100           | 13          | 13           | en stagnation |  |
| Abstentions            | Abstentions                                    | Abstentions            | 468 995      | 46,71        |              | 481 170     | 47,91         |             |              |               |  |
| Inscrits/Participation | Inscrits/Participation                         | Inscrits/Participation | 1 004 159    | 53,29        | 1 004 370    | 52,09       |               |             |              |               |  |

### Cartes

Nuance politique des candidats arrivés en tête dans chaque commune au 1er tour.
Nuance politique des candidats arrivés en tête dans chaque commune au 2e tour.

### Résultats par circonscription

#### Première circonscription
Députée sortante : Elsa Faucillon (Parti communiste français).
| Candidat                 | Candidat                 | Parti et coalition       | Nuance                   | Premier tour | Premier tour | Second tour | Second tour |
| Candidat                 | Candidat                 | Parti et coalition       | Nuance                   | Voix         | %            | Voix        | %           |
| ------------------------ | ------------------------ | ------------------------ | ------------------------ | ------------ | ------------ | ----------- | ----------- |
|                          | Elsa Faucillon           | PCF (NUPES)              | NUP                      | 13 218       | 54,26        | 16 934      | 70,17       |
|                          | Marie-Ange Badin,        | Agir (ENS)               | ENS                      | 4 913        | 20,17        | 7 200       | 29,83       |
|                          | Mariam Camara            | RN                       | RN                       | 2 128        | 8,74         |             |             |
|                          | Abdelaziz Bentaj         | LR (UDC)                 | LR                       | 1 147        | 4,71         |             |             |
|                          | Anna Le Gal              | MHAN (TUPV)              | ECO                      | 931          | 3,82         |             |             |
|                          | Marie-Laure Décaillet    | REC                      | REC                      | 764          | 3,14         |             |             |
|                          | Samir Boumedienne        | UDMF                     | DIV                      | 400          | 1,64         |             |             |
|                          | Gary Chollet             | PA                       | ECO                      | 270          | 1,11         |             |             |
|                          | Zina Bounab              | LO                       | DXG                      | 269          | 1,10         |             |             |
|                          | Gaël Quirante            | NPA diss.                | DXG                      | 164          | 0,67         |             |             |
|                          | Corinne Jan              | POID                     | DXG                      | 119          | 0,49         |             |             |
|                          | Corinne Dangas           | PP                       | DIV                      | 37           | 0,15         |             |             |
|                          |                          |                          |                          |              |              |             |             |
| Votes valides            | Votes valides            | Votes valides            | Votes valides            | 24 360       | 96,85        | 24 134      | 95,32       |
| Votes blancs             | Votes blancs             | Votes blancs             | Votes blancs             | 693          | 2,76         | 1 002       | 3,96        |
| Votes nuls               | Votes nuls               | Votes nuls               | Votes nuls               | 100          | 0,40         | 183         | 0,72        |
| Total                    | Total                    | Total                    | Total                    | 25 153       | 100          | 25 319      | 100         |
| Abstention               | Abstention               | Abstention               | Abstention               | 40 666       | 61,78        | 40 522      | 61,55       |
| Inscrits / participation | Inscrits / participation | Inscrits / participation | Inscrits / participation | 65 819       | 38,22        | 65 841      | 38,45       |

#### Deuxième circonscription
Député sortant : Bénédicte Pételle (La République en marche), élue en 2017 comme suppléante d'Adrien Taquet (La République en marche)
| Candidat                 | Candidat                  | Parti et coalition       | Nuance                   | Premier tour | Premier tour | Second tour | Second tour |
| Candidat                 | Candidat                  | Parti et coalition       | Nuance                   | Voix         | %            | Voix        | %           |
| ------------------------ | ------------------------- | ------------------------ | ------------------------ | ------------ | ------------ | ----------- | ----------- |
|                          | Francesca Pasquini        | EÉLV (NUPES)             | NUP                      | 10 465       | 27,41        | 13 995      | 35,55       |
|                          | Baï-Audrey Achidi         | LREM (ENS)               | ENS                      | 10 227       | 26,79        | 13 464      | 34,21       |
|                          | Marie-Do Aeschlimann      | LR (UDC)                 | LR                       | 9 541        | 24,99        | 11 903      | 30,24       |
|                          | Philippe Millot           | RN                       | RN                       | 1 660        | 4,35         |             |             |
|                          | Frédérique Bertier        | CNIP                     | REC                      | 1 639        | 4,29         |             |             |
|                          | Christel Isaac            | EAC                      | ECO                      | 1 039        | 2,72         |             |             |
|                          | Hadrien Laurent           | PRG                      | RDG                      | 1 022        | 2,68         |             |             |
|                          | Sébastien Perrotel        | UDI diss.                | DVD                      | 996          | 2,61         |             |             |
|                          | Emilia Denoo              | PA                       | ECO                      | 502          | 1,31         |             |             |
|                          | Laurent Martin Saint Léon | SE                       | DVC                      | 445          | 1,17         |             |             |
|                          | Karima Belloufa           | UDMF                     | DIV                      | 236          | 0,62         |             |             |
|                          | Michel Fabre              | LO                       | DXG                      | 165          | 0,43         |             |             |
|                          | Marine Dageville          | NPA                      | DXG                      | 124          | 0,32         |             |             |
|                          | Antoine Brunet            | POID                     | DXG                      | 86           | 0,23         |             |             |
|                          | Digui Bichara             | SE                       | DVC                      | 29           | 0,08         |             |             |
|                          |                           |                          |                          |              |              |             |             |
| Votes valides            | Votes valides             | Votes valides            | Votes valides            | 38 176       | 98,38        | 39 362      | 97,88       |
| Votes blancs             | Votes blancs              | Votes blancs             | Votes blancs             | 516          | 1,33         | 690         | 1,72        |
| Votes nuls               | Votes nuls                | Votes nuls               | Votes nuls               | 112          | 0,29         | 163         | 0,41        |
| Total                    | Total                     | Total                    | Total                    | 38 804       | 100          | 40 215      | 100         |
| Abstention               | Abstention                | Abstention               | Abstention               | 30 925       | 44,35        | 29 536      | 42,34       |
| Inscrits / participation | Inscrits / participation  | Inscrits / participation | Inscrits / participation | 69 729       | 55,65        | 69 751      | 57,66       |

#### Troisième circonscription
Députée sortante : Christine Hennion (La République en marche).
| Candidat                 | Candidat                 | Parti et coalition       | Nuance                   | Premier tour | Premier tour | Second tour | Second tour |
| Candidat                 | Candidat                 | Parti et coalition       | Nuance                   | Voix         | %            | Voix        | %           |
| ------------------------ | ------------------------ | ------------------------ | ------------------------ | ------------ | ------------ | ----------- | ----------- |
|                          | Aurélie Taquillain       | LREM (ENS)               | ENS                      | 14 515       | 32,40        | 16 757      | 37,27       |
|                          | Philippe Juvin           | LR (UDC)                 | LR                       | 13 949       | 31,14        | 17 083      | 38,00       |
|                          | Sara Tij                 | LFI (NUPES)              | NUP                      | 10 348       | 23,10        | 11 117      | 24,73       |
|                          | Agnès Lafitte            | RN                       | RN                       | 2 348        | 5,24         |             |             |
|                          | Anabelle Guedj           | REC                      | REC                      | 2 269        | 5,07         |             |             |
|                          | Vincent Manresa          | PA                       | ECO                      | 760          | 1,70         |             |             |
|                          | Abdel Belkadi            | UDMF                     | DIV                      | 225          | 0,50         |             |             |
|                          | Jean-Marie Parry         | LO                       | DXG                      | 209          | 0,47         |             |             |
|                          | Barthelemy Piron         | NPA diss.                | DXG                      | 132          | 0,29         |             |             |
|                          | Béatrice Baudrant        | DEC (CRIC)               | DIV                      | 39           | 0,09         |             |             |
|                          |                          |                          |                          |              |              |             |             |
| Votes valides            | Votes valides            | Votes valides            | Votes valides            | 44 794       | 98,20        | 44 957      | 98,14       |
| Votes blancs             | Votes blancs             | Votes blancs             | Votes blancs             | 751          | 1,65         | 772         | 1,69        |
| Votes nuls               | Votes nuls               | Votes nuls               | Votes nuls               | 68           | 0,15         | 78          | 0,17        |
| Total                    | Total                    | Total                    | Total                    | 45 613       | 100          | 45 807      | 100         |
| Abstention               | Abstention               | Abstention               | Abstention               | 37 055       | 44,82        | 36 887      | 44,61       |
| Inscrits / participation | Inscrits / participation | Inscrits / participation | Inscrits / participation | 82 668       | 55,18        | 82 694      | 55,39       |

#### Quatrième circonscription
Députée sortante : Isabelle Florennes (MoDem).
| Candidat                 | Candidat                 | Parti et coalition       | Nuance                   | Premier tour | Premier tour | Second tour | Second tour |
| Candidat                 | Candidat                 | Parti et coalition       | Nuance                   | Voix         | %            | Voix        | %           |
| ------------------------ | ------------------------ | ------------------------ | ------------------------ | ------------ | ------------ | ----------- | ----------- |
|                          | Isabelle Florennes       | MoDem (ENS)              | ENS                      | 13 472       | 36,96        | 17 795      | 49,00       |
|                          | Sabrina Sebaihi          | EÉLV (NUPES)             | NUP                      | 13 122       | 36,00        | 18 520      | 51,00       |
|                          | Mélina Bravo             | RN                       | RN                       | 3 337        | 9,16         |             |             |
|                          | Habiba Bigdade           | ENG (FGR)                | DVG                      | 2 055        | 5,64         |             |             |
|                          | Florence Muller          | REC                      | REC                      | 1 925        | 5,28         |             |             |
|                          | Guilhem Saïz             | PA                       | ECO                      | 660          | 1,81         |             |             |
|                          | Eric Schoenhenz          | SE                       | DIV                      | 487          | 1,34         |             |             |
|                          | Nagib Azergui            | UDMF                     | DIV                      | 351          | 0,96         |             |             |
|                          | Valéry Barny             | CR                       | ECO                      | 263          | 0,72         |             |             |
|                          | Laurent Strumanne        | LO                       | DXG                      | 248          | 0,68         |             |             |
|                          | Philippe Combaz          | SE (CRIC)                | ECO                      | 182          | 0,50         |             |             |
|                          | Michel Allain            | POID                     | DXG                      | 165          | 0,45         |             |             |
|                          | Mathilde Eisenberg       | NPA                      | DXG                      | 164          | 0,45         |             |             |
|                          | Youcef Sahraoui Brahim   | SE                       | DVG                      | 16           | 0,04         |             |             |
|                          |                          |                          |                          |              |              |             |             |
| Votes valides            | Votes valides            | Votes valides            | Votes valides            | 36 447       | 97,06        | 36 315      | 95,32       |
| Votes blancs             | Votes blancs             | Votes blancs             | Votes blancs             | 991          | 2,64         | 1 544       | 4,05        |
| Votes nuls               | Votes nuls               | Votes nuls               | Votes nuls               | 112          | 0,30         | 239         | 0,63        |
| Total                    | Total                    | Total                    | Total                    | 37 550       | 100          | 38 098      | 100         |
| Abstention               | Abstention               | Abstention               | Abstention               | 43 427       | 53,63        | 42 895      | 52,96       |
| Inscrits / participation | Inscrits / participation | Inscrits / participation | Inscrits / participation | 80 977       | 46,37        | 80 993      | 47,04       |

#### Cinquième circonscription
Députée sortante : Céline Calvez (La République en marche).
| Candidat                 | Candidat                  | Parti et coalition       | Nuance                   | Premier tour | Premier tour | Second tour | Second tour |
| Candidat                 | Candidat                  | Parti et coalition       | Nuance                   | Voix         | %            | Voix        | %           |
| ------------------------ | ------------------------- | ------------------------ | ------------------------ | ------------ | ------------ | ----------- | ----------- |
|                          | Céline Calvez             | LREM (ENS)               | ENS                      | 12 877       | 34,53        | 21 584      | 59,73       |
|                          | Léa Druet                 | LFI (NUPES)              | NUP                      | 10 732       | 28,78        | 14 554      | 40,27       |
|                          | Pierre Chassat            | LR (UDC)                 | LR                       | 4 236        | 11,36        |             |             |
|                          | Caroline Mercier          | LR diss.                 | DVD                      | 2 663        | 7,14         |             |             |
|                          | Agnieszka Gebarska        | RN                       | RN                       | 2 029        | 5,44         |             |             |
|                          | Alexandre Rousset-Leblond | REC                      | REC                      | 1 905        | 5,11         |             |             |
|                          | Rezk Shehata              | EAC                      | ECO                      | 1 098        | 2,94         |             |             |
|                          | Cyril Crosnier Leconte    | PA                       | ECO                      | 544          | 1,46         |             |             |
|                          | Fabrice Garoyan           | DLF (UPF)                | DSV                      | 293          | 0,79         |             |             |
|                          | Sonia Rabotoson,          | LR diss.                 | DVD                      | 284          | 0,76         |             |             |
|                          | Mireille Lambert          | LO                       | DXG                      | 245          | 0,66         |             |             |
|                          | Oussama Adref             | UDMF                     | DIV                      | 177          | 0,47         |             |             |
|                          | Zaya Gacem                | POID                     | DXG                      | 125          | 0,34         |             |             |
|                          | Mina Khalil               | NPA diss.                | DXG                      | 85           | 0,23         |             |             |
|                          |                           |                          |                          |              |              |             |             |
| Votes valides            | Votes valides             | Votes valides            | Votes valides            | 37 293       | 97,88        | 36 138      | 95,13       |
| Votes blancs             | Votes blancs              | Votes blancs             | Votes blancs             | 464          | 1,22         | 1 330       | 3,50        |
| Votes nuls               | Votes nuls                | Votes nuls               | Votes nuls               | 342          | 0,90         | 519         | 1,37        |
| Total                    | Total                     | Total                    | Total                    | 38 099       | 100          | 37 987      | 100         |
| Abstention               | Abstention                | Abstention               | Abstention               | 37 471       | 49,58        | 37 597      | 49,74       |
| Inscrits / participation | Inscrits / participation  | Inscrits / participation | Inscrits / participation | 75 570       | 50,42        | 75 584      | 50,26       |

#### Sixième circonscription
Députée sortante : Constance Le Grip (Les Républicains). Elle quitte son parti pour rejoindre La République en marche début mai.
| Candidat                 | Candidat                 | Parti et coalition       | Nuance                   | Premier tour | Premier tour | Second tour | Second tour |
| Candidat                 | Candidat                 | Parti et coalition       | Nuance                   | Voix         | %            | Voix        | %           |
| ------------------------ | ------------------------ | ------------------------ | ------------------------ | ------------ | ------------ | ----------- | ----------- |
|                          | Constance Le Grip        | LREM (ENS)               | ENS                      | 14 943       | 36,01        | 27 688      | 74,19       |
|                          | Julie Barbaux            | LFI (NUPES)              | NUP                      | 6 420        | 15,47        | 9 632       | 25,81       |
|                          | Patrick Pessis           | LR (UDC)                 | LR                       | 5 517        | 13,30        |             |             |
|                          | Franck Keller            | REC                      | REC                      | 3 749        | 9,03         |             |             |
|                          | Marie-Caroline Le Pen    | RN                       | RN                       | 3 056        | 7,36         |             |             |
|                          | Fayza Basini,            | ENS diss.                | DVC                      | 2 981        | 7,18         |             |             |
|                          | Adama Traoré             | UCE (ÉMP)                | DVC                      | 1 717        | 4,14         |             |             |
|                          | Benoît Aguelon           | LMR                      | DVD                      | 950          | 2,29         |             |             |
|                          | Denis Marchiset          | PA                       | ECO                      | 911          | 2,20         |             |             |
|                          | Frank Tapiro             | ACCT                     | DVC                      | 860          | 2,07         |             |             |
|                          | Françoise Marcel         | LO                       | DXG                      | 217          | 0,52         |             |             |
|                          | Bilèle Khadour           | UDMF                     | DIV                      | 174          | 0,42         |             |             |
|                          |                          |                          |                          |              |              |             |             |
| Votes valides            | Votes valides            | Votes valides            | Votes valides            | 41 495       | 98,30        | 37 320      | 93,03       |
| Votes blancs             | Votes blancs             | Votes blancs             | Votes blancs             | 569          | 1,35         | 2 092       | 5,22        |
| Votes nuls               | Votes nuls               | Votes nuls               | Votes nuls               | 148          | 0,35         | 702         | 1,75        |
| Total                    | Total                    | Total                    | Total                    | 42 212       | 100          | 40 114      | 100         |
| Abstention               | Abstention               | Abstention               | Abstention               | 34 047       | 44,65        | 36 158      | 47,41       |
| Inscrits / participation | Inscrits / participation | Inscrits / participation | Inscrits / participation | 76 259       | 55,35        | 76 272      | 52,59       |

#### Septième circonscription
Député sortant : Jacques Marilossian (La République en marche).
| Candidat                 | Candidat                 | Parti et coalition       | Nuance                   | Premier tour | Premier tour | Second tour | Second tour |
| Candidat                 | Candidat                 | Parti et coalition       | Nuance                   | Voix         | %            | Voix        | %           |
| ------------------------ | ------------------------ | ------------------------ | ------------------------ | ------------ | ------------ | ----------- | ----------- |
|                          | Pierre Cazeneuve         | LREM (ENS)               | ENS                      | 20 120       | 41,91        | 30 710      | 72,06       |
|                          | Sandro Rato              | REV (NUPES)              | NUP                      | 8 842        | 18,42        | 11 906      | 27,94       |
|                          | Xabi Elizagoyen          | LR (UDC)                 | LR                       | 8 694        | 18,11        |             |             |
|                          | Agnès Dumont             | VIA                      | REC                      | 3 233        | 6,73         |             |             |
|                          | Christophe Versini       | RN                       | RN                       | 3 054        | 6,36         |             |             |
|                          | Christophe Mandereau     | SE                       | ECO                      | 1 805        | 3,76         |             |             |
|                          | Charlotte Duthu          | PA                       | DIV                      | 792          | 1,65         |             |             |
|                          | Jeanne Birtic            | LP (UPF)                 | DSV                      | 570          | 1,19         |             |             |
|                          | Cécile Abad              | LO                       | DXG                      | 240          | 0,50         |             |             |
|                          | Mokhtar Attaf            | UDMF                     | DIV                      | 193          | 0,40         |             |             |
|                          | Guillaume Hlavacek       | PP                       | DIV                      | 166          | 0,35         |             |             |
|                          | Anne Brochot             | CR                       | ECO                      | 156          | 0,32         |             |             |
|                          | Pascal Halary            | SE                       | DIV                      | 142          | 0,30         |             |             |
|                          |                          |                          |                          |              |              |             |             |
| Votes valides            | Votes valides            | Votes valides            | Votes valides            | 48 007       | 98,38        | 42 616      | 93,57       |
| Votes blancs             | Votes blancs             | Votes blancs             | Votes blancs             | 660          | 1,35         | 2 375       | 5,21        |
| Votes nuls               | Votes nuls               | Votes nuls               | Votes nuls               | 129          | 0,26         | 554         | 1,22        |
| Total                    | Total                    | Total                    | Total                    | 48 796       | 100          | 45 545      | 100         |
| Abstention               | Abstention               | Abstention               | Abstention               | 39 119       | 44,50        | 42 381      | 48,20       |
| Inscrits / participation | Inscrits / participation | Inscrits / participation | Inscrits / participation | 87 915       | 55,50        | 87 926      | 51,80       |

#### Huitième circonscription
Député sortant : Jacques Maire (La République en marche).
| Candidat                 | Candidat                 | Parti et coalition       | Nuance                   | Premier tour | Premier tour | Second tour | Second tour |
| Candidat                 | Candidat                 | Parti et coalition       | Nuance                   | Voix         | %            | Voix        | %           |
| ------------------------ | ------------------------ | ------------------------ | ------------------------ | ------------ | ------------ | ----------- | ----------- |
|                          | Prisca Thevenot          | LREM (ENS)               | ENS                      | 15 547       | 40,12        | 23 431      | 65,75       |
|                          | Annie Larroque Comoy     | LFI (NUPES)              | NUP                      | 9 398        | 24,25        | 12 204      | 34,25       |
|                          | Cécile Richez            | LR (UDC)                 | LR                       | 6 073        | 15,67        |             |             |
|                          | Chantal Taranne          | REC                      | REC                      | 2 233        | 5,76         |             |             |
|                          | Sarena Habib             | RN                       | RN                       | 2 082        | 5,37         |             |             |
|                          | Miron Cusa               | MHAN (TUPV)              | ECO                      | 1 848        | 4,77         |             |             |
|                          | Laurence Labbé           | PA                       | ECO                      | 662          | 1,71         |             |             |
|                          | Olivier Pittoni          | LP (UPF)                 | DSV                      | 502          | 1,30         |             |             |
|                          | Philippe Hénique         | LO                       | DXG                      | 295          | 0,76         |             |             |
|                          | Frédéric Schneider       | PP                       | DIV                      | 109          | 0,28         |             |             |
|                          |                          |                          |                          |              |              |             |             |
| Votes valides            | Votes valides            | Votes valides            | Votes valides            | 38 749       | 98,20        | 35 635      | 93,72       |
| Votes blancs             | Votes blancs             | Votes blancs             | Votes blancs             | 627          | 1,59         | 2 061       | 5,42        |
| Votes nuls               | Votes nuls               | Votes nuls               | Votes nuls               | 82           | 0,21         | 327         | 0,86        |
| Total                    | Total                    | Total                    | Total                    | 39 458       | 100          | 38 023      | 100         |
| Abstention               | Abstention               | Abstention               | Abstention               | 28 577       | 42,00        | 30 032      | 44,13       |
| Inscrits / participation | Inscrits / participation | Inscrits / participation | Inscrits / participation | 68 035       | 58,00        | 68 055      | 55,87       |

#### Neuvième circonscription
Député sortant : Thierry Solère (La République en marche).
Il n'a pas été possible de voter nul dans cette circonscription, le vote étant entièrement électronique dans la commune de Boulogne-Billancourt, et la disposition technique n'autorisant pas le vote nul. Aucun vote nul n'a donc été enregistré.
| Candidat                 | Candidat                 | Parti et coalition       | Nuance                   | Premier tour | Premier tour | Second tour | Second tour |
| Candidat                 | Candidat                 | Parti et coalition       | Nuance                   | Voix         | %            | Voix        | %           |
| ------------------------ | ------------------------ | ------------------------ | ------------------------ | ------------ | ------------ | ----------- | ----------- |
|                          | Emmanuel Pellerin        | LREM (ENS)               | ENS                      | 10 307       | 29,30        | 15 838      | 53,91       |
|                          | Pascal Louap,            | LR - UDI (UDC)           | LR                       | 7 672        | 21,81        | 13 542      | 46,09       |
|                          | Pauline Rapilly Ferniot  | EÉLV (NUPES)             | NUP                      | 6 200        | 17,63        |             |             |
|                          | Antoine de Jerphanion    | SE                       | DVD                      | 5 349        | 15,21        |             |             |
|                          | Guillaume Bessières      | VIA                      | REC                      | 2 538        | 7,21         |             |             |
|                          | Nathalie Gaudé           | RN                       | RN                       | 1 507        | 4,28         |             |             |
|                          | Laurent Violleau         | ENG (FGR)                | DVG                      | 712          | 2,02         |             |             |
|                          | Léopold Chesneau         | PA                       | ECO                      | 554          | 1,57         |             |             |
|                          | Anne-Laure Chaudon       | LO                       | DXG                      | 120          | 0,34         |             |             |
|                          | Elena Sauteray           | NPA                      | DXG                      | 92           | 0,26         |             |             |
|                          | Julien Desnos            | LMR                      | DVD                      | 64           | 0,18         |             |             |
|                          | Monia Asmani             | UDMF                     | DIV                      | 62           | 0,18         |             |             |
|                          |                          |                          |                          |              |              |             |             |
| Votes valides            | Votes valides            | Votes valides            | Votes valides            | 35 177       | 98,63        | 29 380      | 92,41       |
| Votes blancs             | Votes blancs             | Votes blancs             | Votes blancs             | 488          | 1,37         | 2 413       | 7,59        |
| Total                    | Total                    | Total                    | Total                    | 35 665       | 100          | 31 793      | 100         |
| Abstention               | Abstention               | Abstention               | Abstention               | 27 780       | 43,79        | 31 668      | 49,90       |
| Inscrits / participation | Inscrits / participation | Inscrits / participation | Inscrits / participation | 63 445       | 56,21        | 63 461      | 50,10       |

#### Dixième circonscription
Députée sortante : Florence Provendier (La République en marche), élue en 2017 comme suppléante de Gabriel Attal (La République en marche).
| Candidat                 | Candidat                 | Parti et coalition       | Nuance                   | Premier tour | Premier tour | Second tour | Second tour |
| Candidat                 | Candidat                 | Parti et coalition       | Nuance                   | Voix         | %            | Voix        | %           |
| ------------------------ | ------------------------ | ------------------------ | ------------------------ | ------------ | ------------ | ----------- | ----------- |
|                          | Gabriel Attal            | LREM (ENS)               | ENS                      | 20 679       | 48,06        | 24 047      | 59,85       |
|                          | Cécile Soubelet          | PS (NUPES)               | NUP                      | 13 233       | 30,75        | 16 130      | 40,15       |
|                          | Léa Bessières            | REC                      | REC                      | 3 055        | 7,10         |             |             |
|                          | Hadrien Petit            | RN                       | RN                       | 2 992        | 6,95         |             |             |
|                          | Azedine El Bouzaidi      | EAC                      | ECO                      | 1 338        | 3,11         |             |             |
|                          | Alexis Escale            | PA                       | ECO                      | 871          | 2,02         |             |             |
|                          | Laurence Viguié          | LO                       | DXG                      | 307          | 0,71         |             |             |
|                          | Samir Amrani             | UDMF                     | DIV                      | 245          | 0,57         |             |             |
|                          | Vanessa Ronchini         | NPA                      | DXG                      | 172          | 0,40         |             |             |
|                          | Edith Caberas,           | DEC (CRIC)               | REG                      | 138          | 0,32         |             |             |
|                          |                          |                          |                          |              |              |             |             |
| Votes valides            | Votes valides            | Votes valides            | Votes valides            | 43 030       | 96,83        | 40 177      | 94,29       |
| Votes blancs             | Votes blancs             | Votes blancs             | Votes blancs             | 1 320        | 2,97         | 2 251       | 5,28        |
| Votes nuls               | Votes nuls               | Votes nuls               | Votes nuls               | 87           | 0,20         | 182         | 0,43        |
| Total                    | Total                    | Total                    | Total                    | 44 437       | 100          | 42 610      | 100         |
| Abstention               | Abstention               | Abstention               | Abstention               | 35 089       | 44,12        | 36 933      | 46,43       |
| Inscrits / participation | Inscrits / participation | Inscrits / participation | Inscrits / participation | 79 526       | 55,88        | 79 543      | 53,57       |

#### Onzième circonscription
Députée sortante : Laurianne Rossi (La République en marche - Territoires de progrès).
| Candidat                 | Candidat                 | Parti et coalition       | Nuance                   | Premier tour | Premier tour | Second tour | Second tour |
| Candidat                 | Candidat                 | Parti et coalition       | Nuance                   | Voix         | %            | Voix        | %           |
| ------------------------ | ------------------------ | ------------------------ | ------------------------ | ------------ | ------------ | ----------- | ----------- |
|                          | Aurélien Saintoul        | LFI (NUPES)              | NUP                      | 16 359       | 44,98        | 19 583      | 54,76       |
|                          | Laurianne Rossi          | LREM - TdP (ENS)         | ENS                      | 13 132       | 36,11        | 16 181      | 45,24       |
|                          | Juliette Châtelain       | RN                       | RN                       | 2 817        | 7,75         |             |             |
|                          | Florence Lévêque         | REC                      | REC                      | 1 769        | 4,86         |             |             |
|                          | Dominique Broussaudier   | PA                       | ECO                      | 880          | 2,42         |             |             |
|                          | Franck Rollot            | LO                       | DXG                      | 382          | 1,05         |             |             |
|                          | Mustapha Sehili          | UDMF                     | DIV                      | 341          | 0,94         |             |             |
|                          | Philippe Geoffre         | POID                     | DXG                      | 244          | 0,67         |             |             |
|                          | Xavier Chiarelli         | NPA diss.                | DXG                      | 237          | 0,65         |             |             |
|                          | Philippe Ponge,          | DEC (CRIC)               | DIV                      | 209          | 0,57         |             |             |
|                          |                          |                          |                          |              |              |             |             |
| Votes valides            | Votes valides            | Votes valides            | Votes valides            | 36 370       | 97,57        | 35 764      | 95,97       |
| Votes blancs             | Votes blancs             | Votes blancs             | Votes blancs             | 679          | 1,82         | 1 060       | 2,84        |
| Votes nuls               | Votes nuls               | Votes nuls               | Votes nuls               | 227          | 0,61         | 442         | 1,19        |
| Total                    | Total                    | Total                    | Total                    | 37 276       | 100          | 37 266      | 100         |
| Abstention               | Abstention               | Abstention               | Abstention               | 33 502       | 47,33        | 33 531      | 47,36       |
| Inscrits / participation | Inscrits / participation | Inscrits / participation | Inscrits / participation | 70 778       | 52,67        | 70 797      | 52,64       |

#### Douzième circonscription
Député sortant : Jean-Louis Bourlanges (Mouvement démocrate).
| Candidat                 | Candidat                 | Parti et coalition       | Nuance                   | Premier tour | Premier tour | Second tour | Second tour |
| Candidat                 | Candidat                 | Parti et coalition       | Nuance                   | Voix         | %            | Voix        | %           |
| ------------------------ | ------------------------ | ------------------------ | ------------------------ | ------------ | ------------ | ----------- | ----------- |
|                          | Jean-Louis Bourlanges    | MoDem (ENS)              | ENS                      | 15 423       | 30,80        | 27 386      | 57,53       |
|                          | Cathy Thomas             | REV (NUPES)              | NUP                      | 14 883       | 29,72        | 20 221      | 42,47       |
|                          | Benoit Blot              | LR (UDC)                 | LR                       | 6 558        | 13,10        |             |             |
|                          | Marc Thomas              | RN                       | RN                       | 3 927        | 7,84         |             |             |
|                          | Laurent Vastel           | UDI                      | UDI                      | 2 969        | 5,93         |             |             |
|                          | Florent Noblet           | REC                      | REC                      | 2 253        | 4,50         |             |             |
|                          | Hayat Bakhti             | EAC                      | ECO                      | 1 524        | 3,04         |             |             |
|                          | Guillaume Prevel         | PA                       | ECO                      | 897          | 1,79         |             |             |
|                          | Céline Gaben             | LP (UPF)                 | DSV                      | 639          | 1,28         |             |             |
|                          | Yann Bernard             | LO                       | DXG                      | 460          | 0,92         |             |             |
|                          | Florian Samiez           | PP                       | DIV                      | 288          | 0,58         |             |             |
|                          | Kamel Ghaleb             | UDMF                     | DIV                      | 252          | 0,50         |             |             |
|                          |                          |                          |                          |              |              |             |             |
| Votes valides            | Votes valides            | Votes valides            | Votes valides            | 50 073       | 98,10        | 47 607      | 94,58       |
| Votes blancs             | Votes blancs             | Votes blancs             | Votes blancs             | 737          | 1,44         | 2 002       | 3,98        |
| Votes nuls               | Votes nuls               | Votes nuls               | Votes nuls               | 232          | 0,45         | 726         | 1,44        |
| Total                    | Total                    | Total                    | Total                    | 51 042       | 100          | 50 335      | 100         |
| Abstention               | Abstention               | Abstention               | Abstention               | 42 341       | 45,34        | 43 052      | 46,10       |
| Inscrits / participation | Inscrits / participation | Inscrits / participation | Inscrits / participation | 93 383       | 54,66        | 93 387      | 53,90       |

#### Treizième circonscription
Députée sortante : Frédérique Dumas (Indépendante, élue en 2017 sous l'étiquette de La République en marche).
| Candidat                 | Candidat                 | Parti et coalition       | Nuance                   | Premier tour | Premier tour | Second tour | Second tour |
| Candidat                 | Candidat                 | Parti et coalition       | Nuance                   | Voix         | %            | Voix        | %           |
| ------------------------ | ------------------------ | ------------------------ | ------------------------ | ------------ | ------------ | ----------- | ----------- |
|                          | Maud Bregeon             | LREM (ENS)               | ENS                      | 16 441       | 32,84        | 27 864      | 59,11       |
|                          | Brice Gaillard           | PS (NUPES)               | NUP                      | 13 976       | 27,91        | 19 272      | 40,89       |
|                          | Philippe Laurent         | UDI                      | UDI                      | 8 259        | 16,49        |             |             |
|                          | Patrick Yvars            | RN                       | RN                       | 2 929        | 5,85         |             |             |
|                          | Thibault Simonin         | REC                      | REC                      | 2 592        | 5,18         |             |             |
|                          | Numa Isnard              | LR (UDC)                 | LR                       | 2 445        | 4,88         |             |             |
|                          | Julien Gautrelet         | PRG                      | RDG                      | 1 965        | 3,92         |             |             |
|                          | David Benoist            | PA                       | ECO                      | 859          | 1,72         |             |             |
|                          | Agathe Martin            | LO                       | DXG                      | 306          | 0,61         |             |             |
|                          | Farid Nassimi            | UDMF                     | DIV                      | 221          | 0,44         |             |             |
|                          | Alexis Toyane            | PP                       | DIV                      | 78           | 0,15         |             |             |
|                          |                          |                          |                          |              |              |             |             |
| Votes valides            | Votes valides            | Votes valides            | Votes valides            | 50 071       | 98,06        | 47 136      | 94,11       |
| Votes blancs             | Votes blancs             | Votes blancs             | Votes blancs             | 946          | 1,85         | 2 705       | 5,40        |
| Votes nuls               | Votes nuls               | Votes nuls               | Votes nuls               | 42           | 0,08         | 247         | 0,49        |
| Total                    | Total                    | Total                    | Total                    | 51 059       | 100          | 50 088      | 100         |
| Abstention               | Abstention               | Abstention               | Abstention               | 38 996       | 43,30        | 39 978      | 44,39       |
| Inscrits / participation | Inscrits / participation | Inscrits / participation | Inscrits / participation | 90 055       | 56,70        | 90 066      | 55,61       |